# Maglemosiano
Maglemosianos (cerca de 9500 a.C. - 6500 a.C.) foi a cultura do começo do período Mesolítico no nordeste da Europa. Na Escandinava, a cultura é sucedida pela cultura Kongemoso.
O nome atual veio de um sítio arquelógico na Dinamarca, nomeado Maglemose. Os Maglemosianos viviam em florestas e pântanos utilizando ferramentes de pescas e caça feitas de madeiras, ossos e pedras de micrólito. Parece que eles tinham domesticados os cachorros. Alguns tinham lugares fixos, mas a maioria eram nômades.
Cabanas eram feitas de cascas foram preservadas, e ferramentas feitas de sílex, ossos e chifres. Uma característica da cultura deles eram os fortemente afiados micrólitos de pedra que eram usadas para cabeças de lança e cabeças de seta.
O nível do mar no nordeste da Europa não alcançou seu nível atual até quase 6000 a.C. que naquele tempo havia inundado alguns territórios habitados pelos Maglemosianos.